# Villarmeao
Villarmeao (llamada oficialmente Santo Antón de Vilarmeao) es una parroquia y un lugar del municipio español de Viana del Bollo, en la provincia de Orense, Galicia.

## Toponimia
La parroquia también es conocida por los nombres de San Antonio Abad de Vilarmeao y San Antonio Abad de Villarmeao.

## Organización territorial
La parroquia está formada por una entidad de población:
- Vilarmeao

## Demografía
Gráfica demográfica del lugar y parroquia de Villarmeao según el INE español:
| Gráfica de evolución demográfica de Villarmeao entre 2000 y 2023 |
|                                                                  |
| Datos según el nomenclátor publicado por el INE.                 |